# Allan Ropper
Allan H. Ropper, né en 1950 à New-York, est un neurologue américain et professeur de neurologie à la Harvard Medical School ainsi que vice-président exécutif de la neurologie au Brigham and Women's Hospital à Boston. 

## Travaux
Parmi ses nombreux centres d'intérêt, on peut citer le syndrome de Guillain-Barré auquel il a consacré en 1991, un ouvrage écrit en collaboration avec Wijdicks et Truax. En plus de ses travaux universitaires, il est l'auteur d'un ouvrage de vulgarisation consacré au diagnostic en neurologie Reaching Down the Rabbit Hole (Atteindre, tout en bas, le terrier du lapin), co-écrit avec Brian Burrell, influencé par deux autres neurologues célèbres de Harvard, Raymond Adams et Miller Fisher. Un autre ouvrage destiné au grand public co-écrit par Ropper et Burrell, How the Brain Lost Its Mind est paru en 2019 présente les mystères et certains aspects inquiétants des maladies neurologiques.
Il a été le rédacteur en chef des dernières éditions de Adams & Victors' Principles of Neurology, un manuel de neurologie classique, qui en 2019 en était à sa onzième édition.